# San Jerónimo, Aquila
San Jerónimo är en ort i Mexiko.   Den ligger i kommunen Aquila och delstaten Michoacán de Ocampo, i den södra delen av landet, 500 km väster om huvudstaden Mexico City. San Jerónimo ligger 266 meter över havet och antalet invånare är 120.
Terrängen runt San Jerónimo är huvudsakligen kuperad, men västerut är den bergig. San Jerónimo ligger nere i en dal. Runt San Jerónimo är det glesbefolkat, med 8 invånare per kvadratkilometer. Närmaste större samhälle är Aquila, 9,5 km nordväst om San Jerónimo. I omgivningarna runt San Jerónimo växer huvudsakligen savannskog.